# وسام وجائزة تومسون
وسام و جائزة تومسون هي جائزة تقدم كل سنتين في السنوات الزوجية منذ عام 2008 من قبل معهد الفيزياء(لندن) «للبحوث المتميزة في الفيزياء الذرية (بما في ذلك بصريات الكم) أو الجزيئية». واسم الجائزة على اسم السير تومسون ويهدى الفائز ميدالية وجائزة قدرها 1,000 باوند إسترليني.

## الفائزون
مصدر: Institute of Physics
- 2014: تشارلز آدامز, لتجاربه الإبداعية التي كان لها السبق في مجال بصريات كم رايدبيرغ.
- 2012: مايكل كوهل, لعمله التجريبي الرائد في مكثّف بوز-آينشتاين وغازات فيرمي الباردة.
- 2010: جايتانا لاريتشا, لإسهاماتها في تطوير شعاع بوزيترونيوم الوحيد في العالم.
- 2008: إدوارد هندس, لتحقيقاته الهامة والأنيقة التجريبية في مجالات الفيزياء الذرية والبصريات الكمية.